# Adromischus maculatus
Adromischus maculatus là một loài thực vật có hoa trong họ Crassulaceae. Loài này được (Salm-Dyck) Lem. miêu tả khoa học đầu tiên năm 1852.